# جين فلانغن
جين فلانغن (بالإنجليزية: Jeanne Flanagan)‏ هي مجدفة أمريكية، ولدت في 8 مايو 1957 في نيو هيفن في الولايات المتحدة.

## وصلات خارجية
- جين فلانغن على موقع الاتحاد الدولي للتجديف (الإنجليزية)
- جين فلانغن على موقع الاتحاد الدولي للتجديف (الإنجليزية)
- جين فلانغن على موقع اللجنة الأولمبية الدولية (الإنجليزية)
- جين فلانغن على موقع أوليمبيديا (الإنجليزية)